# 니콜라이 알렉산드로비치 황태자
니콜라이 알렉산드로비치(러시아어: Николай Александрович,(1843년 9월 20일 율리우스력 9월 8일 ~ 1865년 4월 24일 율리우스력 4월 12일)는 러시아 제국의 황제 알렉산드르 2세의 황태자이다.

## 생애
1843년 9월 20일에 러시아의 차르스코예 셀로에서 당시 황태자였던 알렉산드르 니콜라예비치와 마리아 알렉산드로브나의 맏이이자 장남으로 태어났으며, 애칭은 닉사(Nixa)였다.
1855년 3월 2일 닉사의 할아버지 니콜라이 1세가 크림 전쟁 중 세상을 떠나고 닉사의 아버지 알렉산드르 황태자가 즉위했다.동시에 닉사는 황태자가 되었다.
1864년, 덴마크의 왕 크리스티안 9세의 차녀 다그마르와 약혼하였다. 다그마르는 잉글랜드의 왕위 계승자인 웨일즈공 (후일 에드워드 7세)의 아내의 누이동생이었다.
닉사는 1865년 초까지는 건강하였으나, 남유럽을 여행하던 중 앓기 시작하였다. 처음에는 류머티즘으로 진단되었으나, 이는 오진이었고 실제로는 뇌에 수막염이 발병한 상태였다. 닉사의 병세는 점점 악화되었고, 머리를 돌릴 수 없는데다가 소리와 빛에 극히 민감해졌다. 하지만 닉사는 병을 가볍게 여기고 여행을 계속하였고, 이탈리아에 입국한 순간 병세가 급변하였다. 쓰러진 닉사는 남프랑스에 후송되었으나, 병세는 나아지지 않았고 1865년 4월 24일에 니스에서 객사하였다. 모친 마리아 황후는 아들의 죽음에 충격을 받았고, 다시는 극복하지 못하였다. 그리고 약혼녀 다그마르는 닉사의 남동생 사샤와 결혼하여 자녀를 두었다.